# Anders Dahlbom
Bo Anders Dahlbom Wettergren, född 20 maj 1965 i Gislaved, är en svensk kock, vinnare av Årets kock 1993 och Guldfisken 1992. Han har varit projektledare och ytterst ansvarig för Nobelmiddagen under flera år. Han har även tävlat med Svenska kocklandslaget under flera år. Dahlbom har genom åren medverkat i en rad olika matlagnings- och underhållningsprogram, bland annat Kockduellen i TV4. Han var 2011 programledare med Kristin Kaspersen i direktsändning av Årets Kock 2011, och var 2014 domare i Sveriges mästerkock på TV4. Han är gift med Yvette Dahlbom Wettergren.
Han har skrivit kokboken Vår julmat tillsammans med Christian Hellberg (2014).